# Stadio olimpico di Chamonix
Lo stadio olimpico di Chamonix è un ippodromo situato a Chamonix in Francia. Ospita anche numerosi altri eventi, tra gli altri anche le cerimonie di apertura e chiusura dei I Giochi olimpici invernali del 1924. Ha una capienza di 45.000 posti.